# Autonomie ouvrière
L'autonomie ouvrière est un concept qui postule que pour s'émanciper, le prolétariat doit développer son autonomie par rapport à la sphère du capital. Pour les anarcho-syndicalistes et les syndicalistes-révolutionnaires, cette autonomie s'incarne dans le syndicat : c'est l'autonomie par rapport aux partis politiques. Pour certains courants léninistes (maoïstes), cette autonomie s'incarne dans le parti : c'est l'autonomie par rapport aux syndicats. Pour les conseillistes, cette autonomie s'incarne dans les assemblées ouvrières (appelées aussi « conseils ouvriers ») : le prolétariat doit être autonome à la fois par rapport aux partis politiques, mais également par rapport aux syndicats.
En pratique, l'autonomie ouvrière s'appuie sur l'action directe qui élimine toute instance intermédiaire dans la lutte des classes.
À la fin du XIXe siècle, ce courant est incarné par le syndicalisme révolutionnaire de Fernand Pelloutier.
L’autonomie ouvrière connaît une résurgence, en France et en Italie, après les événements de Mai 68, notamment à travers le courant de l'opéraïsme italien, inspiré par Toni Negri et Asor Rosa et Mario Tronti, et représenté par les organisations Potere Operaio, Lotta continua et Autonomia operaia.

## Concept
Pour la revue Dissidences : « La notion d’autonomie est une notion récurrente dans la pensée de gauche et dans l’histoire du mouvement ouvrier. Déjà au XIXe siècle, l’Autonomie ouvrière pose deux impératifs, seuls moyens de faire naître une volonté révolutionnaire au sein de la classe ouvrière. C’est tout d’abord l’autonomie de cette classe par rapport à la sphère du capital, et c'est aussi l’autonomie vis-à-vis des syndicats et des partis politiques. Le premier de ces impératifs a pour conséquence la volonté de créer une sphère autonome de la classe ouvrière non régie par les lois du marché, en développant par exemple de nouvelles formes de sociabilités et de solidarité. Il en découle le second impératif, les syndicats soumis à l’économie ne permettant pas l’émancipation du mouvement ouvrier du capital, et les partis étant nécessairement voués à une certaine compromission dans la mesure où ils acceptent le jeu politique. L’application de ces principes donne naissance à une pratique nouvelle : l’action directe. Elle élimine toute instance intermédiaire dans la lutte des classes sans emprunter "les voies normales de la démocratie, en faisant appel au parlementarisme, mais à une action qui aura recours à la violence". Ces idées apparaissent autour du syndicalisme d’action directe de Fernand Pelloutier à la fin du XIXe siècle. »
Selon le sociologue Mateo Alaluf pour l'Institut d'histoire ouvrière, économique et sociale : « Dans l’histoire du syndicalisme, l’autonomie n’est pas seulement un moment daté du mouvement ouvrier mais aussi un trait culturel qui lui est propre. Elle se traduit par l’action directe c’est-à-dire « l’action des ouvriers eux-mêmes ». Elle se distingue des formes de la représentation politique et se manifeste à travers « l’auto-organisation des ouvriers ». Ses moyens sont des actions spectaculaires comme les manifestations, les grèves, les sabotages et les boycottages ».
Pour Jacques Julliard dans Autonomie ouvrière : études sur le syndicalisme d'action directe, la grève est par définition l' « autonomie ouvrière en acte ».
Selon l'historien Stéphane Sirot, pour les syndicalistes révolutionnaires du début du début du XXe siècle, « l’autonomie ouvrière n’a de sens que dans la mesure même où elle permet d’orienter directement les efforts des travailleurs des usines vers l’adversaire prioritaire à abattre - « le patronat » -, pour espérer tant une amélioration immédiate des conditions d’existence que le renversement de la société capitaliste. Autonomie ouvrière et syndicalisme d’action directe : le lien paradigmatique est clairement établi ».
Parlant de l'engagement politique de Simone Weil, l'historien Charles Jacquier précise : « […] l’action directe et l’autonomie ouvrière s’inscrivent dans le meilleur de la tradition ouvrière depuis le début de la révolution industrielle . Derrière le concept d’autonomie, que redécouvrent d’une façon ou d’une autre les meilleurs militants ouvriers, il y a l’autonomie comme principe d’action, mais également comme visée du mouvement social. L’émancipation des travailleurs devant être l’œuvre des travailleurs eux-mêmes, cela implique que les moyens d’action du mouvement ouvrier soient déterminés en toute indépendance, et que celui-ci ait la capacité politique de jouer son propre jeu sans servir de force d’appoint à d’autres courants dont les visées n’ont rien à voir avec le socialisme ouvrier, y compris et surtout quand ils se réclament abusivement d’une quelconque forme de socialisme. Hors de ce principe essentiel, le mouvement ouvrier perd toute capacité propre d’action pour se faire l’auxiliaire de forces, quelles que soient leurs dénominations, qui n’ont rien avec voir avec un processus d’émancipation sociale et humaine ».
Selon le politologue Roland Lew : « […] si l'ensemble du dossier historique relatif à l'autonomie ouvrière est encore mince, comparé à celui rassemblé sur d'autres thèmes, il est sans conteste prometteur, et tend à confirmer qu'il s'est opéré graduellement un mouvement de mûrissement, une véritable autoformation du prolétariat, une prise de conscience de son potentiel de subversion, de sa puissance. Ce qui convainc celui-ci, au moins à certaines occasions, que sa situation objective lui permet de concevoir et de mettre sur pied un projet social qui ne soit pas un retour à la situation antérieure, ou à une autre forme de système d'exploitation : un projet qui vise moins à regarder vers le passé qu'à prendre en compte les acquis et possibilités ouverts par l'impressionnant développement de la société industrielle. À cet égard, l'autonomie ouvrière est la forme la plus haute de la lutte des classes, sa vérité même : le lieu social où cette lutte n'est plus seulement un instrument de protection des opprimés, ou un moyen de faire avancer le capitalisme, mais le refus en acte de la société de classe ».

## Historique
En 1848, dans le Manifeste du Parti communiste, Karl Marx définit le mouvement ouvrier comme « le mouvement autonome de l'immense majorité dans l'intérêt de l’immense majorité ».
En 1865, après la révolution de 1848, dans De la capacité politique de la classe ouvrière, Pierre-Joseph Proudhon affirme que pour que le prolétariat agisse d’une manière spécifique, il faut qu’il remplisse les trois exigences de l’autonomie : qu’il « ait conscience de lui-même, de sa dignité, de sa valeur, de la place qu’il occupe dans la société, du rôle qu’il remplit, des fonctions auxquelles il a droit de prétendre, des intérêts qu’il représente ou personnifie », que par conséquent il « affirme son idée, c’est-à-dire qu’il sache se représenter par l’entendement, traduire par la parole, expliquer par la raison, dans son principe et ses conséquences, la loi de son être » et « que de cette idée, enfin, posée comme profession de foi, il puisse, selon le besoin et la diversité des circonstances, déduire toujours des conclusions pratiques ».
Aussi bien Marx que Proudhon ont été les témoins de l’influence de la bourgeoisie radicale dans les rangs ouvriers et essayent de faire en sorte que le prolétariat se sépare d’elle politiquement. L’autonomie ouvrière est exprimée dans la formule de la Première Internationale : « L’émancipation des travailleurs doit être l’œuvre des travailleurs eux-mêmes ».
À la fin du XIXe siècle et au début du XXe siècle, cette conception radicale de l'autonomie ouvrière est défendue par les militants syndicalistes révolutionnaires pour affirmer le primat de l’action directe et de l'auto-organisation des travailleurs face aux stratégies de contrôle mises en œuvre par les partis socialistes puis communistes sur l'action syndicale.
Selon le syndicaliste Pierre Besnard dans l'Encyclopédie anarchiste : « De 1873 à 1906, les partis politiques, en France, n’eurent pour unique préoccupation, que de placer sous leur tutelle les syndicats, tandis que ceux-ci surtout sous l’influence de Pelloutier, de Merrheim, de Griffuelhes, mirent tout en œuvre pour affirmer leur indépendance et la conserver. »
Après une longue éclipse, à la suite de la déclaration de la Première Guerre mondiale, différents courants se réclament de l'autonomie ouvrière dont les anarcho-syndicalistes.

## Résurgences de l'autonomie ouvrière dans l'après Mai 68
Au début des années 1970, des militants issus de courants marxistes ouvriéristes italiens (opéraïsme) s'en revendiquent à nouveau, ainsi que certains secteurs du Mouvement autonome en France. Des courants se rattachant à la tradition du communisme de conseils (souvent désignés par le terme « ultra-gauche ») s'en réclament également dans les années 1970-80.
Durant cette période, l'autonomie ouvrière se manifeste notamment par la constitution de groupes de travailleurs organisés en France.

### Groupes de travailleurs autonomes en France

#### Autonomie ouvrière
En 1976, une déléguée CFDT de la Société générale (Paris) écrit une « Lettre ouverte aux délégués et à ceux que je représente » pour donner les raisons pour lesquelles elle en est venue à refuser d'assumer le rôle de délégué: délégation permanente du pouvoir, mécanismes intégrateurs des négociations… Cette première prise de positions conduit à un autre texte signé par 7 délégués du personnel solidaires de l'attitude de cette militante. Peu de temps après, ceci conduit des travailleurs de la Société générale à constituer un groupe nommé « Autonomie ouvrière », d'abord en tant que « fraction » à l'intérieur de la section CFDT de la SG à l'occasion d'une Assemblée générale de la section syndicale. Au cours de cette AG, ce groupe proposait un texte voulant donner un sens à l'activité syndicale, en pensant que le pouvoir des conseils ouvriers pourrait se construire dans un processus révolutionnaire grâce à certaines structures syndicales de base. Ces positions reflétaient l'influence d'éléments proches de l'anarcho-syndicalisme. C'est lors d'une lutte dans les banques qu'a lieu la première rupture avec le syndicalisme. Le groupe se détermine alors pour la constitution de comités de grève formés de représentants élus et révocables à tout moment. Les grévistes organisés devaient se substituer aux syndicats dans la conduite des luttes. C'est sur cette base que sorti de la CFDT, le groupe devient « Groupe de travailleurs pour l'abolition du salariat », auquel se joignent des trotskystes et membres du PSU en rupture avec leurs idéologies respectives.
Documents : « ... la théorie qui nous rassemble c'est le communisme, la destruction du salariat et de la production marchande par le moyen du pouvoir mondial des conseils ouvriers. Le salariat et la production marchande sont des rapports sociaux qui existent à l'Ouest comme à l'Est et constituent la base même du capitalisme de marché et du capitalisme d'État. Les nationalisations et autres foutaises comme l'État ouvrier ne sont qu'un aménagement du Capital au profit de couches sociales telles que hauts fonctionnaires, bureaucrates politiques et syndicaux etc. qui ne sont pas propriétaires privés des moyens de production. Les sociaux-démocrates PS, PC, PSU, LCR, etc. laissent entendre que le capitalisme ne tient en place que par l'existence d'une poignée de propriétaires d'entreprises, d'actionnaires privés et de banquiers. Le capitalisme est en fait un mode de production qui repose sur des rapports sociaux entre des prolétaires qui vendent leur force de travail et des capitalistes (propriétaires privés individuels ou bureaucrates, propriétaires privés collectivement), qui disposent effectivement des moyens de production, jouent un rôle décisif dans l'organisation du travail et de la production, contrôlent l'utilisation de la plus-value, etc. La pratique qui nous rassemble correspond à notre théorie politique. C'est notre volonté d'organisation autonome de la classe ouvrière et de démocratie directe qui nous conduit à nous opposer à toutes les formes d'organisation qui visent à substituer au pouvoir des travailleurs des formes d'organisation hiérarchisées telles que les partis et les syndicats, les partis étant des organisations inter-classistes à programme politique bourgeois, et les syndicats des organisations ouvrières dégénérées dont les dirigeants soutiennent les divers programmes politiques bourgeois (soutien critique ou pas). » Autonomie ouvrière, septembre 1976.
« Dans la perspective du Programme commun, d'une victoire de la gauche, la politique des bureaucraties syndicales CGT et CFDT n'est autre que le sabotage systématique des luttes (Renault, PTT, imprimeries etc.) dans le but de laisser pourrir la situation sociale, accroître le mécontentement et ouvrir l'Élysée à Mitterrand. Cette stratégie de la part de ceux qui se réclament à cor et à cri du mouvement ouvrier est absolument sans aucun rapport avec la situation ouvrière explosive que nous connaissons à l'heure actuelle en France. Face au plan d'austérité les syndicats organisent le spectacle de la défense des travailleurs qui n'ont donc à compter que sur eux-mêmes. » Groupe de travailleurs pour l'abolition su salariat, octobre 1976.

#### Groupe de travailleurs communistes des banques
Issu du groupe précédent ce groupe publie durant l'été 77 une plateforme dans laquelle il développe les différents stades de son évolution : rupture avec le syndicalisme ; rupture avec les anarchistes ; élaboration d'une plate-forme ; les tâches d'un groupe de travailleurs communistes.

#### Bulletin de liaison entre travailleurs
Ce bulletin publié après la disparition du groupe de travailleurs communistes des banques, avec la participation d'un travailleur de l'EDF, ne connaîtra que deux numéros. Le BLET visait à « favoriser les échanges d'informations, la réflexion, les prises de positions mêmes contradictoires qui permettront la clarification politique et une meilleure connaissance des groupes et camarades isolés afin de sortir du localisme et de comprendre dans quelles conditions se déroulent les interventions de chacun ». À bout de deux numéros, considérant leur accord global avec le groupe Pour une intervention communiste, ses protagonistes adhéreront à celui-ci.

#### Groupe autonome ouvrier inter-entreprises (Clermont-Ferrand)
Ce groupe est à l'auteur d'une « Plate-Forme minimum pour l'autonomie ouvrière » : « Si le groupe autonome ouvrier est composé d'ouvriers participant à la prise de conscience de la classe, nous ne sommes pas la conscience ni le noyau dirigeant… Nous ne sommes pas le noyau des futurs conseils ouvriers, ni l'embryon d'un futur parti. Nous n'avons pas à INVENTER des revendications pour les luttes. Notre raison d'être dans toutes les luttes est celle d'un pôle de discussion, de réflexion, pour aborder nos problèmes d'un point de vue d'ensemble, non localement mas GLOBALEMENT, pour mieux connaître les idées motrices qui animent le mouvement de la classe, pour mieux savoir qui sont nos ennemis, qui sont nos amis. Nous sommes des ouvriers militant pour l'organisation autonome des ouvriers, et non des instruments de quelque parti ou tendance politique. Nous regroupons des ouvriers de différentes tendances politiques ou d'aucune tendance ou groupe précis pourvu qu'ils soient d'accord sur la nécessité de développer les formes d'organisation et de lutte autonome des ouvriers ».

#### Groupe Inter-Archives
Ce petit groupe de militants du central téléphonique inter-Archives (Paris) quitte la CFDT en 1977. Ce départ est motivé par des questions de principe sur la nature du syndicalisme. Ils reprennent à leur compte la position d'Anton Pannekoek : « La classe ouvrière doit regarder au-delà du syndicalisme tandis que le syndicalisme est entièrement confiné dans les limites du système capitaliste ». Dans le contexte de l'époque, ils ajoutent au motifs de leur rupture : « la mise au pas des structures contestataires à l'intérieur de la confédération, l'engagement électoraliste de la CFDT, la transformation des UL en interprofessionnelles… ».

#### Groupe «Des travailleurs de Thecla-Delle»
Le 28 juin 1977 des ouvriers de Thecla-Delle (Territoire de Belfort, à l'époque plus de 1000 salariés) envoie une lettre ouverte au Groupe autonome ouvrier de Peugeot-Sochaux. Celle-ci fait le point sur un conflit qui vient de se terminer dans l'entreprise : « Nous tenons à préciser que le conflit a été bradé par les syndicats CGT, CFDT, CFTC et qu'après 3 semaines de lutte, ont fait reprendre le travail aux ouvriers et cela contre la volonté d'une majorité qui s'est déterminée pour la poursuite du mouvement lors d'un vote 401 pour et 384 contre… Les syndicats nous montrent leur vrai visage, en créant la division au sein de la classe ouvrière; ils ne font que servir le pouvoir et le patronat qui peuvent sourire en les regardant nous diriger de la même façon qu'on dirige un troupeau de bétail ! »

#### Groupes ouvriers autonomesEricsson
En avril 1979, des travailleurs de l'entreprise Ericsson (matériel téléphonique) distribuent un premier tract signé « Groupes ouvriers autonomes ». Ce tract tire le bilan des affrontements qui ont eu lieu en mars dans la sidérurgie, à Denain. Il conclut « pour qu'il n'y ait plus de licenciements, il nous faudra vite dépasser le stade revendicatif et engager nos luttes pour en finir avec le capitalisme et le salariat ».

#### Comité de travailleurs révolutionnaires de Renault véhicule industriel (RVI) (Caen, 1979)
Ce comité qui regroupait une centaine de travailleurs de l'Usine RVI de Caen a été particulièrement actif dans la grève de 1979. Ce groupe, qui rassemblait des trotskystes, des maoïstes, des libertaires et beaucoup de travailleurs qui ne se reconnaissaient dans aucun parti, s'était formé à la suite du constat que les syndicats n’incitaient pas à la lutte et
qu’ils entendaient faire exprimer le mécontentement vers un jeu de soutien au programme commun de la gauche. Leur principal objectif était de le réorienter dans le mécanisme électoral et parlementaire pour mieux limiter, annihiler, le recours à l’utilisation de la grève, qui s’accompagnait parfois d’autres actions des salariés contre les patrons et les petits chefs. Son mode de fonctionnement privilégiait la constitution d’un comité ou d’un collectif de lutte, pour stimuler une hausse des revendications. Il exprimait également les idées d’autogestion, de contrôle ouvrier, du refus de produire de l'équipement militaire et le rejet de l’idéologie du travail salarié.
Il s'est ensuite fondu dans une structure dénommée « Débordement », en utilisant le même mode d’intervention. Son audience s’avérera importante pour continuer d’inquiéter les syndicats et la direction.
Avec l'arrivée de la gauche au pouvoir, une nouvelle période s'ouvrit. les syndicats, les partis de gauche, en y incluant l’extrême gauche trotskyste, placèrent leurs espoirs dans la réalisation du programme commun, contribuant largement à la démobilisation des travailleurs.
Il y eut alors une décrue des luttes dures (ou directes). La direction de RVI, avec l’appui tacite de la gauche politico-syndicale, nettoya l'entreprise des éléments radicalisés et révolutionnaires, qui étaient mutés continuellement d’un poste à l’autre. La hiérarchie appliquait une logique de plus en plus disciplinaire, usant de techniques connues d’isolement, pour affaiblir psychologiquement les travailleurs combatifs. L’amoindrissement du rapport de force a permis à la direction de liquider le noyau révolutionnaire, lesquels préféraient quitter l'entreprise de guerre lasse[Quoi ?].

#### Comité des mal logés
Le comité des mal logés sur la question du logement fédéra plusieurs dizaines d'immeubles en lutte et regroupa jusqu'à cinq cents mal-logés de toutes origines géographiques à Paris et banlieue de 1986 à 1994. Son organisation était de type conseilliste, toutes les décisions étaient prises en assemblée générale avec refus de délégation de représentativité, ses membres sur leur lieu de travail, majoritairement dans les entreprises de nettoyage (COMATEC par exemple), se fédéraient à la CNT d'avant la scission. Une dizaine de ses militants se sont réunis pour rédiger une brochure de bilan de cette expérience lorsque scission et dissolution ne faisait quasiment plus de doute tant les forces politiciennes de la gauche de gouvernement se sont liguées pour obtenir la dislocation du comité. 

#### Conseil des employés municipaux de Blagnac
Sous l'impulsion de la section CNT-AIT des employés municipaux de Blagnac (banlieue Toulousaine), dont certains venaient de l'Autonomie ouvrière, des conseils furent mis en place à la fin des années 1990, qui permirent ensuite des luttes sur le mode de l'autonomie ouvrière, notamment pour la titularisation des vacataires.

#### Collectif NADA (Poste, Rennes, années 2000)
Ce collectif a été créé par une quinzaine de postiers de Rennes, qui ont quitté SUD à la suite des luttes relatives à l'aménagement du temps de travail en 2000. Les luttes menées dans les centres de tri à ce moment-là, largement confisquées par les organisations syndicales y compris SUD, les ont amené à remettre en cause la notion de représentativité, considérée comme l’équivalent de la démocratie parlementaire. En votant pour des syndicats, on aboutit a une démocratie par délégation, loin de la démocratie directe des assemblées générales de travailleurs.

#### Actualité de l'Autonomie ouvrière
Les grèves spontanées apparues au cours de l'été 2007 (Airbus Toulouse et Saint Nazaire notamment) puis fin 2007 (Darty, Adrexo, Miko...) marquent un retour du mode d'organisation des luttes ouvrières en dehors (voire contre) les syndicats, selon des méthodes d'action directe.
La CNT-AIT a repris à son compte la critique de la représentativité, et organise des campagnes de boycott actif des élections professionnelles. Elle tente de théoriser une approche actualisée de l'Autonomie ouvrière, sous le nom d'Autonomie populaire.

### Vidéo
- Philippe Roziès, Lutter... ici et maintenant, LCP-Assemblée nationale, KUIV productions, 2013, 60 minutes, voir en ligne.